# Khmu
Khmu (Khamu), planinsko pleme ili skupina plemena koja je svoje ime dalo jezičnoj skupini khmuic, podskupini Mal-Khmu'. Khmu vlastiti i Khuen, oba iz Laosa i O'du iz Vijetnama spadaju u grupu pravih khmu-govornika. Khmu vlastiti žive na granici sjevernog Laosa i Tajlanda. Mjesto njihovog porijekla je sjeverni Laos, u distriktima Luang Prabang i Xieng Khoung, odakle su se raširili po susjednim državama i kao radnici mnogi iselili u razne krajeve svijeta. U Tajlandu žive u provincijama Chiangrai, Nan i Phayao. 

## Jezik
Khmu vlastiti govore nekoliko dijalekata, to su viz.: hat, khroong (krong), luang prabang, lyy, rok, sayabury, u i yuan.  

## Kultura
U Tajlandu i Laosu danas žive po malenim selima po obroncima planina i opstaju na poljoprivredi, baveći se usput lovom, ribolovom i trgovinom. Religija im je animistička u kojoj važnu ulogu imaju šamani. Nasljeđe je patrilinearno a boravište patrilokalno.

## Populacija
Njihova ukupna populacija iznosi 479,739, od čega 389,694 u Laosu (1985 F. Proschan); 1.600 u Kini (1990: okruzi Mengla i Jinghong u Yunnanu);  31,403 u Tajlandu (2000 WCD); 56,542 u Vijetnamu (1999). Ima ih i iseljenih u Francuskoj i SAD-u